# Lestes vigilax
Lestes vigilax is een libellensoort uit de familie van de pantserjuffers (Lestidae), onderorde juffers (Zygoptera).
De wetenschappelijke naam van de soort is voor het eerst geldig gepubliceerd in 1862 door Hagen in Selys.